# Magi i Harry Potter
Denna artikel handlar om magibegreppet i Harry Potter-böckerna av J.K. Rowling.
I böckerna beskrivs magin som en medfödd talang, som kan övervinna naturens vanliga regler. Många magiska varelser och djur förekommer men det finns även vanliga icke-magiska djur. Även föremål kan vara fyllda med magiska krafter. Den lilla andel av människorna som kan utföra magi kallas häxor (kvinnliga) och trollkarlar (manliga), i motsats till de icke-magiska människorna som kallas mugglarna.

## Användande av magi
För att kunna använda magi måste häxor och trollkarlar lära sig att kontrollera magin. Hos unga barn är magin känslostyrd och kan komma lite när som helst, utan att barnet kan kontrollera det.
För att använda magi behövs oftast en trollstav. Den magin som är okontrollerbar, ofta hos barn, brukar inte behöva trollstav men för att kasta bra trollformler behövs en trollstav. Det finns dock väldigt duktiga häxor och trollkarlar som kan kasta trollformler utan att använda en trollstav. Trollstaven är unik för varje häxa eller trollkarl och magin är bäst när man använder sin egen trollstav.

### Obscurial
Obscurial är en ung häxa eller trollkarl som utvecklat en parasit av mörk magi, en Obscurus. Detta händer när ett barns magiska krafter dämpas på grund av misshandel, fysisk eller psykisk. Barnet försöker då hålla inne sina krafter vilket kan resultera i att en Obscurius parasiterar barnet. Barnet dör ofta innan det hunnit fylla tio år, men det finns undantag. När barnet dör dör också parasiten.
Precis som kärleken studeras döden i detalj i Mysterieavdelningen på Trolldomsministeriet. I dödssalen finns en trasig slöja, vilken tros vara en portal mellan de dödas värld och Trollkarlsvärlden. Sirius Black föll genom slöjan i Harry Potter och Fenixorden, efter att ha träffats av Bellatrix Lestranges lamslagningsbesvärjelse.
Det är omöjligt att återuppväckas från de döda (kroppen av en död kan dock återskapas, se Inferius). Man kan också återskapa bilder av döda människor, med hjälp av Uppståndelsestenen eller genom Priori Incantatem, men detta är enbart falska avbilder.
Att bli en animagus är mycket svårt, och förvandlingen kan gå hemskt fel. Animagusar har en form som de alltid antar, och formen väljs inte av dem. Djuret reflekterar trollkarlens eller häxans inre natur. Professor McGonagall är kanske den mest kända animagusen i serierna, och redan i det första kapitlet i Harry Potter och de vises sten sitter hon som en katt på en mur utanför familjen Dursleys hus. Sirius Black ses som en svart hund i Harry Potter och fången från Azkaban.

### Hogwartsexpressen
Hogwartsexpressen är ett tåg som går mellan London och trollkarlsbyn Hogsmeade. Tåget startar på King's Cross, perrong 9¾, som är osynlig för mugglare. Ingången är vid pelaren mellan plattform 9 och 10.